# Chappie (phim)
Chappie (viết cách điệu là CHAPPiE) là một bộ phim khoa học viễn tưởng do Neill Blomkamp đạo diễn, Blomkamp và Terri Tatchell viết kịch bản. Phim có sự tham gia của Dev Patel, Jose Pablo Cantillo, Sigourney Weaver, Hugh Jackman, Watkin Tudor Jones (Ninja) và Yolandi Visser của nhóm nhạc rap zef người Nam Phi Die Antwoord vai các phiên bản bằng kim loại viễn tưởng của chính họ. Phim được quay và lấy bối cảnh tại Johannesburg, nói về một người máy nhân tạo thực thi pháp luật thông minh bị những tên bất lương bắt về và dạy dỗ, họ gọi người máy là Chappie.
Chappie ra mắt tại New York vào ngày 4 tháng 3 năm 2015 và được công chiếu tại Hoa Kỳ ngày 6 tháng 3 năm 2015, cùng ngày khởi chiếu tại Việt Nam. Phim thu về 102 triệu $ toàn cầu so với kinh phí 49 triệu $.